# أمزاز (كتامة)
أمزاز هي إحدى مشيخات المملكة المغربية، تتبع جغرافيا لإقليم الحسيمة وإداريًا لكتامة. يقدر عدد سكانها بـ 7,181 نسمة حسب الإحصاء الرسمي للسكان والسكنى لسنة 2004.